# Раселс Појнт (Охајо)
Раселс Појнт (енгл. Russells Point) град је у америчкој савезној држави Охајо.

## Демографија
По попису из 2010. године број становника је 1.391, што је 228 (-14,1%) становника мање него 2000. године.
| Група             | 2000.         | 2010.         |
| Белци             | 1.572 (97,1%) | 1.340 (96,3%) |
| Афроамериканци    | 2 (0,1%)      | 9 (0,6%)      |
| Азијати           | 7 (0,4%)      | 2 (0,1%)      |
| Хиспаноамериканци | 23 (1,4%)     | 15 (1,1%)     |
| Укупно            | 1.619         | 1.391         |